# Saison 2013 des Rangers du Texas
La saison 2013 des Rangers du Texas est la 53e saison en Ligue majeure de baseball pour cette franchise et sa 42e depuis son transfert de Washington vers la ville d'Arlington au Texas en 1972.
Avec 91 victoires contre 72 défaites, les Rangers terminent, pour la seconde année de suite, au 2e rang de la division Ouest de la Ligue américaine, 5 matchs et demi derrière les Athletics d'Oakland, qui les coiffent encore au fil d'arrivée. Tout comme en 2012, la saison des Rangers prend fin en queue de poisson : seuls en tête de leur section le 3 septembre, ils ne remportent que 12 matchs sur 28 dans le dernier mois du calendrier. Ensuite forcés de jouer au Texas un match de bris d'égalité avec comme enjeu la dernière place disponible pour les séries éliminatoires, ils sont battus par les Rays de Tampa Bay.
Les Rangers ratent les éliminatoires pour la première fois depuis 2009 mais enregistrent une 5e saison de suite avec plus de matchs gagnés que de matchs perdus. Leur fiche de 91-72 est légèrement inférieure à celle de 93-69 remise en 2012. Sur le plan individuel, Yu Darvish, à sa seconde saison dans les majeures, termine 2e du vote de fin d'année désignant le lauréat du trophée Cy Young du meilleur lanceur de la Ligue américaine.

## Contexte
L'une des meilleures équipes de la Ligue américaine en 2012, les Rangers connaissent une décevante fin de saison et une élimination rapide à leur troisième participation consécutive aux séries éliminatoires. Malgré 93 victoires contre 69 défaites, ils échappent au dernier jour de la saison régulière le championnat de la division Ouest de la Ligue américaine, dont ils avaient détenu la position de tête pendant 186 jours, en subissant une troisième défaite de suite face aux Athletics à Oakland. Forcés de disputer le match de meilleur deuxième aux Orioles de Baltimore, les Rangers s'inclinent 5-1 et voir se terminer leurs espoirs d'atteindre la Série mondiale pour une troisième année de suite. Les Rangers ont connu quatre saisons gagnantes consécutives, de 2009 à 2012.

## Intersaison
Le meilleur joueur des Rangers et joueur par excellence de la Ligue américaine en 2010, Josh Hamilton, quitte le Texas. Le 15 décembre 2012 le voltigeur étoile accepte le contrat de cinq ans offert par les Angels de Los Angeles. En parallèle à leurs tentatives de convaincre Hamilton de revenir avec le club, les Rangers pourchassent l'autre agent libre très convoité de l'intersaison 2012-2013, le lanceur droitier Zack Greinke, mais ce dernier signe chez les Dodgers de Los Angeles.
Le 5 décembre, les Rangers mettent le lanceur de relève droitier Joakim Soria, ancien des Royals de Kansas City qu'une blessure a tenu à l'écart toute la saison 2012, sous contrat pour deux ans. L'acquisition majeure de l'hiver est cependant celle du receveur A. J. Pierzynski, qui signe un contrat d'un an le 26 décembre après avoir passé 8 saisons chez les White Sox de Chicago. Le vétéran Lance Berkman, limité à seulement 32 parties des Cardinals de Saint-Louis la saison précédente, signe un contrat de 10 millions de dollars pour un afin de remplacer Michael Young comme frappeur désigné. Young, originellement un joueur de champ intérieur, est échangé le 8 décembre aux Phillies de Philadelphie contre le releveur droitier Josh Lindblom et le lanceur droitier des ligues mineures Lisalverto Bonilla.
Le receveur Mike Napoli, le releveur droitier Koji Uehara et le lanceur partant Ryan Dempster sont perdus par les Rangers durant l'entre-saison et rejoignent tous trois les Red Sox de Boston. Un autre membre important de l'enclos de relève, le droitier Mike Adams, quitte le Texas et accepte un contrat de deux ans avec Philadelphie. Le lanceur droitier Scott Feldman, après une dernière saison en demi-teinte au Texas, rejoint les Cubs de Chicago. Le lanceur de relève droitier Mark Lowe n'est pas remis sous contrat et se dirige vers les Dodgers de Los Angeles.

## Calendrier pré-saison
L'entraînement de printemps des Rangers se déroule du 22 février au 30 mars 2012.

## Saison régulière
La saison régulière des Rangers se déroule du 31 mars au 29 septembre 2013 et prévoit 162 parties. Le premier match est disputé à Houston contre l'autre équipe de l'État du Texas, les Astros, qui font pour l'occasion leurs débuts dans la Ligue américaine après 51 saisons en Ligue nationale. La saison locale débute le 5 avril par la visite des Angels de Los Angeles au Rangers Ballpark.

### Avril
- 2 avril : Yu Darvish passe à un retrait de réussir un match parfait dans une victoire de 7-0 à Houston sur les Astros. Après avoir retiré consécutivement les 26 premiers frappeurs adverses, sa performance parfaite est gâchée après deux retraits en neuvième manche par un coup sûr de Marwin González[18].

### Mai
- 2 mai : Justin Grimm des Rangers est nommé meilleure recrue du mois d'avril dans la Ligue américaine[19].

### Juillet
- 22 juillet : Les Rangers transigent avec les Cubs de Chicago pour acquérir le lanceur Matt Garza[20].

### Août
- 5 août : Adrián Beltré est élu joueur du mois de juillet dans la Ligue américaine[21].

### Classement
| Ligue américaine (Division Ouest) | V  | D   | %    | Diff. | Diff. (séries) |
| --------------------------------- | -- | --- | ---- | ----- | -------------- |
| Athletics d'Oakland               | 96 | 66  | ,593 | -     | -              |
| Rangers du Texas                  | 91 | 72  | ,558 | 5½    | 1              |
| Angels de Los Angeles             | 78 | 84  | ,481 | 18    | 13½            |
| Mariners de Seattle               | 71 | 91  | ,438 | 25    | 20½            |
| Astros de Houston                 | 51 | 111 | ,315 | 45    | 40½            |

## Affiliations en ligues mineures
| Niveau            | Équipe                 | Ligue                         |
| ----------------- | ---------------------- | ----------------------------- |
| AAA               | Round Rock Express     | Ligue de la côte du Pacifique |
| AA                | Frisco RoughRiders     | Texas League                  |
| A-Advanced        | Myrtle Beach Pelicans  | Carolina League               |
| A                 | Hickory Crawdads       | South Atlantic League         |
| A (saison courte) | Spokane Indians        | Northwest League              |
| Ligue des recrues | Arizona League Rangers | Arizona League                |
| Ligue des recrues | DSL Rangers            | Dominican Summer League       |